# Суюнов, Мерей Иембергенович
Суюнов Мерей Иембергенович (род. 17 февраля 1987, Суыксай, Талды-Курганская область) — казахстанский каратист.

## Биография
Родился 17 февраля 1987 года в селе Суыксай Капальского района Талды-Курганской области. Заниматься спортом начал в школьном возрасте, с 6 лет. В 2004 году окончил среднюю школу № 12 г. Талдыкорган.
В 2007 году начал работать тренером. Затем основал центр каратэ в г. Талдыкорган, привлекая детей и подростков к занятиям спортом. Готовил и выпускал спортсменов, выступающих на соревнованиях разного уровня от Алматинской области.
В 2009 году окончил Жетысуский государственный университет.
В 2013 году окончил Казахскую академия спорта и туризма.
В 2009 году присвоено звание мастера спорта Республики Казахстан по каратэ шинкиокушинкай.   
В 2016 году присвоено звание мастера спорта международного класса по каратэ-до кекушинкай.
В 2016 году присвоено звание мастера спорта международного класса по шинкиокушинкай.
В 2023 зищитил степень магистра в жетысуском университете в спецелизациий Физкултура и спорт
С 2019 года по 2023 год был Директорам СДЮСШ по Водным видам спорта «Центральный бассейн Талдыкорган»
с 2024 года Директор СДЮСШ по настольным играм и спортивному туризму

## Спортивные достижения
Неоднократный победитель и призер чемпионатов и Кубков Республики Казахстан.
Неоднократный победитель и призер международных и республиканских турниров.
Выступал на профессиональном бойцовском шоу SENSHI 6, где встречаются представители кикбоксинга и карате разных стран мира.
Чемпион Евразии (2014). 
Чемпион Европы (2015).
Обладатель золотой медали на Чемпионате мира (2015).
Обладатель золотой медали Чемпионата Азии (2016, 2018).
Серебряный призер Чемпионата мира (2018).
Победитель рейтингового боя по киокушинкай каратэ «Битва Чемпионов на Амуре» (2018) Благовещенск, Россия.
Бронзовый призер Чемпионата мира (2019)
Победитель боя по KWU Full contact, Senshi (2020) Варна, Болгария